# Bob and George
Bob and George är en webbserie av David Anez. Serien handlar om Mega Man, som framställs som mycket korkad, samt två killar, George och hans bror Bob, som reser i tiden och olika dimensioner. Den publicerades mellan 2000 och 2007.
Bob and Georges skapelse inspirerade många andra personer att skapa så kallade sprite comics (serier som inte är ritade, utan sätts ihop med förgjorda bilder, sprites), bland annat 8-Bit Theatre, som senare blev en av de mest populära webbserierna.